# Бычок Браунера
Бычок Браунера, или пуголовка Браунера (лат. Benthophiloides brauneri) — вид лучепёрых рыб семейства бычковых. Известна в дельтах рек и сильно опреснённых участках Чёрного, Азовского и Каспийского морей. 

## Описание
Самцы этого вида могут достигать в длину 7,2 см, в то время как самки только 5,1 см. Эта рыба живёт только в течение одного года.